# Palazuelos de la Sierra
Palazuelos de la Sierra település Spanyolországban, Burgos tartományban. Palazuelos de la Sierra Ibeas de Juarros, Villamiel de la Sierra, Villoruebo és Revilla del Campo községekkel határos. Lakosainak száma 93 fő (2024).

## Népesség
A település népessége az utóbbi években az alábbiak szerint változott:
| Lakosok száma | 78   | 73   | 67   | 67   | 70   | 76   | 81   | 80   | 87   | 93   |
|               | 2001 | 2004 | 2006 | 2009 | 2011 | 2014 | 2016 | 2019 | 2021 | 2024 |